# Lokomotiva 372
Lokomotiva řady 372 (dle starého označení ČSD ES 499.2) je dvousystémová elektrická lokomotiva, vyrobená firmou Škoda Plzeň v letech 1988 a 1991. Byla vyvinuta pro přeshraniční provoz mezi Československem a Německou demokratickou republikou. Vychází z předchozích strojů řad 163, 263 a 363 (lokomotivy Škoda II. generace), avšak svým technickým řešením se od nich velmi liší. Největší odlišností je starší typ odporové regulace výkonu, použitý na základě požadavků východoněmecké strany. Celkem bylo pro obě země vyrobeno 35 kusů těchto lokomotiv. V Německu byl provoz řady 180 DB Schenker ukončen v prosinci 2014 a všechny zbývající lokomotivy prodány české společnosti TSS Cargo, která některé z nich využívá pro vlastní výkony.
Vzhledem ke svému technickému řešení získala lokomotiva přezdívku "Bastard"

## Vývoj

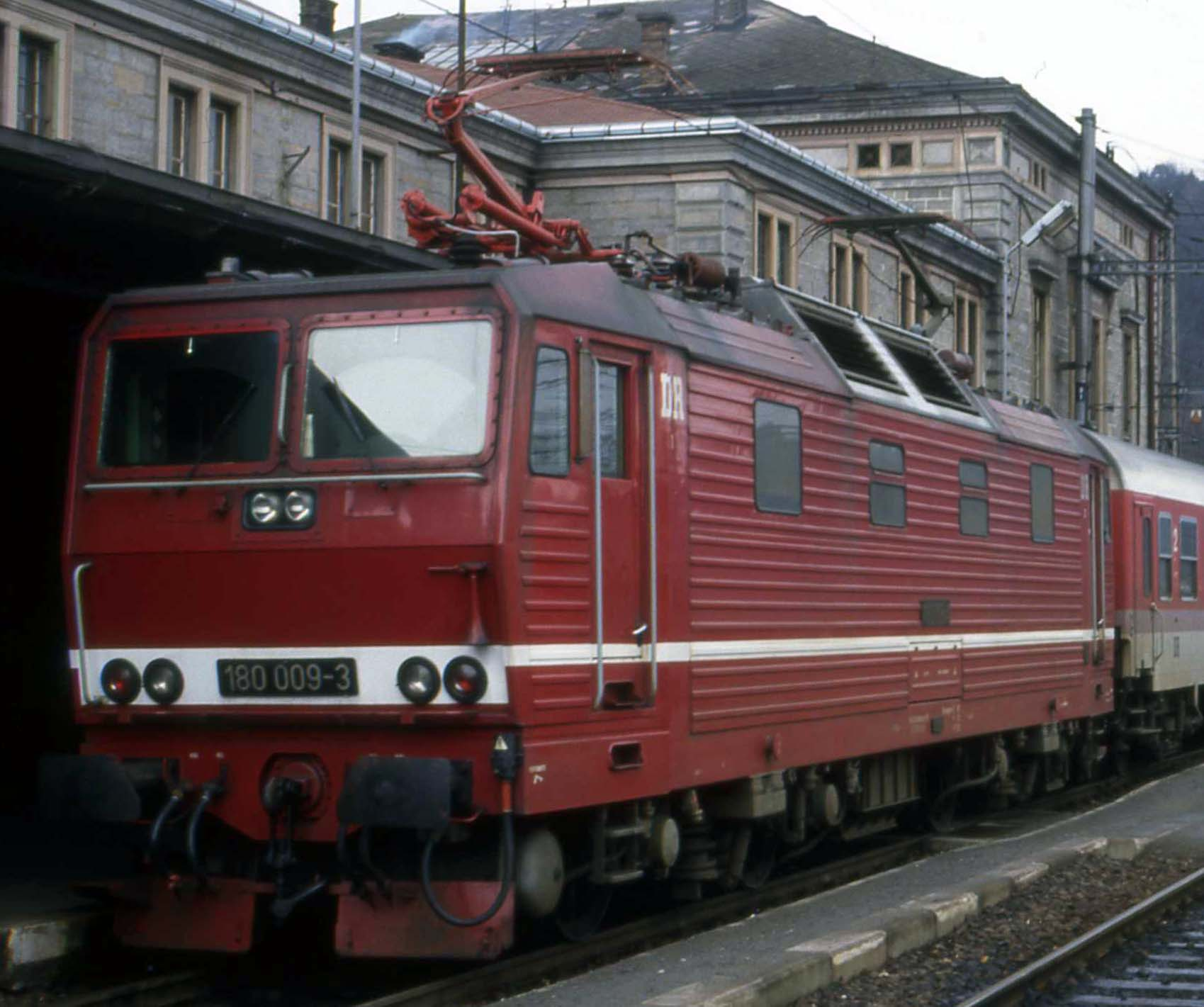
Řada 180 DR v původním nátěru v Děčíně

V polovině 80. let byla odsouhlasena elektrifikace hraničního přechodu mezi československým Děčínem a Bad Schandau v NDR. Setkala se zde tuzemská stejnosměrná soustava 3 kV s německou střídavou 15 kV 162⁄3 Hz a to přineslo pro přeshraniční provoz potřebu výroby dvousystémových lokomotiv. Jejich vývoj byl státním úkolem zadán plzeňské Škodě. Původní označení na československé straně znělo ES 499.2, ale díky přechodu na nový označovací systém dle UIC byly prototypy již stavěny pod novým označením řadou 372. Roku 1988 byly vyrobeny dva prototypy – 372.001 ČSD a 230.001 DR (tovární označení 80E). Po jejich odzkoušení na obou soustavách bylo následně v roce 1991 vyrobeno 14 strojů řady 372 ČSD (76E) a 19 strojů pro Deutsche Reichsbahn (80E).
Ač jsou tyto lokomotivy vizuálně téměř shodné s ostatními stroji Škoda II. generace, je na nich použito mnoho zastaralých dílů. Hlavním rozdílem je použití kontaktní odporové regulace výkonu. K jejímu osazení došlo na základě požadavků východoněmecké strany, která se spolupodílela na návrhu koncepce lokomotivy a měla výhrady vůči pulzní regulaci, jež podle nich nebyla ještě v provozu dostatečně ověřena a navíc se vyznačovala vyšší hmotností než odporová regulace. Oficiální zdůvodnění[kým?] tedy zní "Traťové poměry na území NDR, zejména nízká únosnost mostů, ovlivnily požadavek na maximální hmotnost lokomotivy 84 t a tím nebylo možné v koncepci použít pulsní měniče, které podstatně zvětšují hmotnost včetně trakčního transformátoru na 16 2/3 Hz." Kvůli tomuto rozhodnutí se stala nová lokomotiva zastaralou již v době jejího vývoje, proto se uvažovalo, že má být jen jakýmsi "přechodným" strojem do doby, než budou vyvinuty zcela nové typy lokomotiv.[chybí lepší zdroj] To se však stalo až později a řada 372 (180) jezdí po českých a německých kolejích, byť už v menší míře než dříve, do současnosti.

## Technický popis
Lokomotiva je na obou systémech řízena odporovou regulací. Nepřímý kontrolér spíná elektropneumatické stykače – na stejnosměrném sériovém zapojení trakčních motorů má lokomotiva 27 jízdních stupňů a na sérioparelelu dalších 17, na každém hospodárném stupni lze zařadit ještě 5 šuntů. Trakční odporník je fechralový, využívá se i pro plynule řízenou cize buzenou nezávislou EDB o výkonu 2 200 kW. Při jízdě na střídavé napájecí soustavě je obvodům lokomotivy předřazen transformátor a olejem chlazené diodové usměrňovače.
Mechanická část lokomotivy včetně skříně je převzata z řady 263. Odtud je převzata i koncepce chlazení se žaluziemi v pravé bočnici.
Aby lokomotivy měly přechodnost i na německé železnice, jsou vybaveny kromě mobilní části liniového zabezpečovače LS IV/I i německým bodovým zabezpečovačem PZ 80 a rychloměrem Metra GMR. Na lokomotivě 372.007 se od roku 2000 ověřuje statický měnič 3000/600 V se samostatnými výstupy pro nabíjení baterií a nabíjení střídače pomocných pohonů.

## Provoz

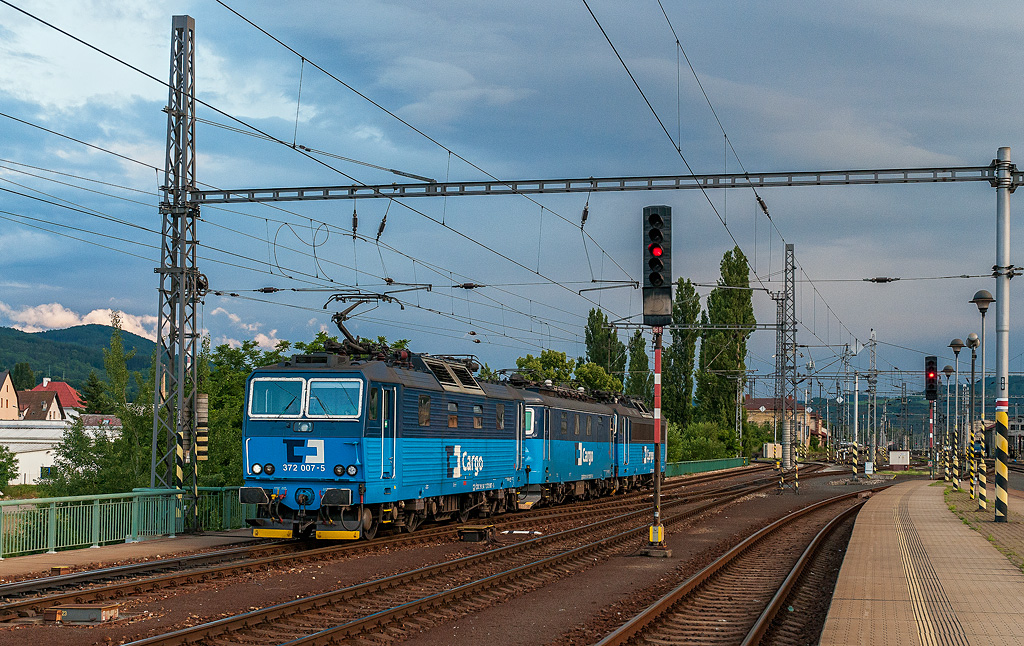
Lokomotiva ČD Cargo 372.007 v korporátním laku

U ČSD byly stroje řady 372 od počátku svého provozu soustředěny v Lokomotivním depu Děčín, ani po vzniku Českých drah nedošlo ke změně jejich působiště a byly dislokovány v DKV Ústí nad Labem, PJ Děčín. Od roku 1994 do června 2004 byly tyto lokomotivy mj. nasazovány na vozbu vlaků RoLa v úseku Lovosice – Drážďany. Mezi lety 1996 a 2001 klesl celkový počet lokomotiv z 15 na 9, protože část strojů byla rekonstruována na řadu 371 pro vozbu vlaků EuroCity a byla jim mj. zvýšena maximální rychlost na 160 km/h. Za tímto účelem byly také přesunuty do DKV Praha, PJ Vršovice. V souvislosti se vznikem nákladní divize ČD Cargo na přelomu let 2007/2008 přešlo všech 9 strojů do stavu ČD Cargo a jeho nově vzniklého SOKV Ústí nad Labem.

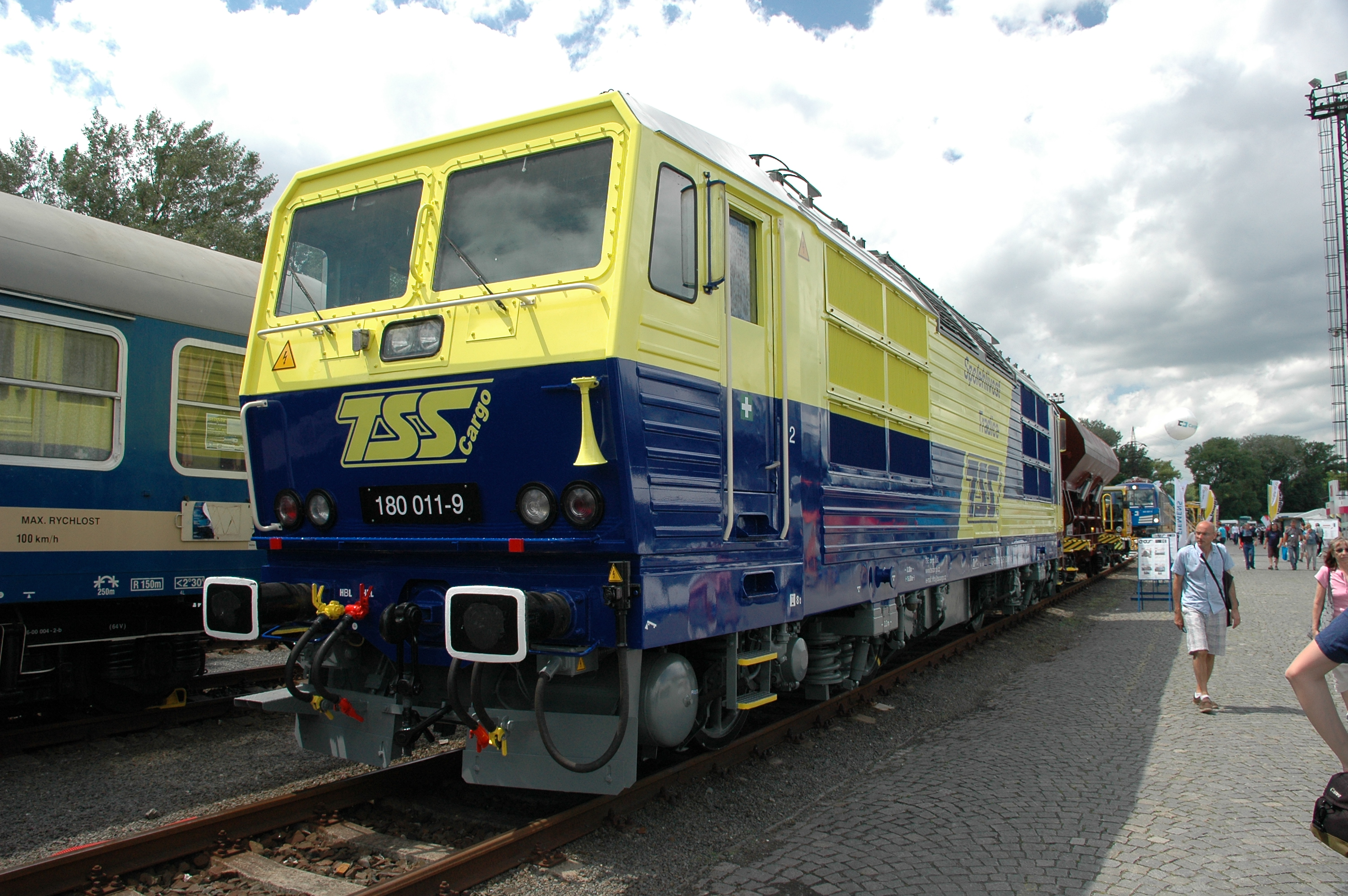
Lokomotiva řady 180 firmy TSS Cargo

Díky faktu, že šlo až do roku 2016 o jediné lokomotivy ve vlastnictví ČD Cargo, schopné provozu na německé železniční síti, byly všechny lokomotivy postupně zmodernizovány a z větší části opatřeny novým firemním lakem. Přes své hlavní určení k dopravě vlaků na hraničním přechodu Děčín/Bad Schandau (a dále do Drážďan a Lipska) byly nasazovány příležitostně i do vnitrostátní dopravy, zejména na tratích do Prahy či Nymburka. 13. dubna 2016 podepsalo ČD Cargo se společností Siemens Mobility smlouvu na dodávku pěti třísystémových lokomotiv Vectron (v Česku řada 383), které by měly řadu 372 na mezistátních výkonech alespoň částečně nahradit.
Po roce 2010, i díky dodávkám nových čtyřsystémových lokomotiv řady 189 a většímu podílu soukromých dopravců v nákladní dopravě, začal německý DB Schenker s postupným odstavováním svých lokomotiv řady 180. Několik lokomotiv bylo sešrotováno (po necelých 20 letech provozu), lokomotiva 180.014 byla předána železničnímu muzeu ve Weimaru, další část lokomotiv byla dlouhodobě odstavena v Chemnitzu. Roku 2014 postupně celkem 15 lokomotiv odkoupila česká společnost TSS Cargo, která z nich po opravě plánuje sestavit několik funkčních a používat pro svoje výkony. Posledním dnem provozu lokomotiv řady 180 u DB Schenker tak byl 4. prosinec 2014, kdy lokomotivy 180.006, 008, 011 a 015 dojely do Děčína, odkud byly následujícího dne spolu se 180.018 převezeny již v režii nového majitele do jeho areálu v Hulíně. Všechny vlaky Schenkeru jedoucí přes hraniční přechod Děčín/Bad Schandau od tohoto data převzaly lokomotivy řady 189, upravené pro provoz v ČR. Po krátkém odstavení zprovoznila společnost TSS Cargo své odkoupené stroje a jsou tak využívány k vedení vlaků po celé stejnosměrné části české železniční sítě, v čele kontejnerových vlaků jezdily i do Německa – jízdy do Brém nebo Hannoveru byly ale po krátké době zrušeny. Pronajímány jsou také dalším dopravcům (IDS Cargo, LokoTrain a další), kteří s nimi zajišťují například přetahy přes státní hranici.
Od března 2025 jsou lokomotivy 371 vypravovány jen na jeden pár spojů rychlíku Praha - Ústí nad Labem a sezónní spěšné vlaky z Ústí nad Labem do Drážďan. Koncem května 2025 jsou v provozu jen dvě lokomotivy s čísly 003 a 015.

## Provozované lokomotivy
- ČD Cargo: 372.006–008, 010-014
- TSS Cargo: 180.006, 008, 011, 013, 015, 016, 018

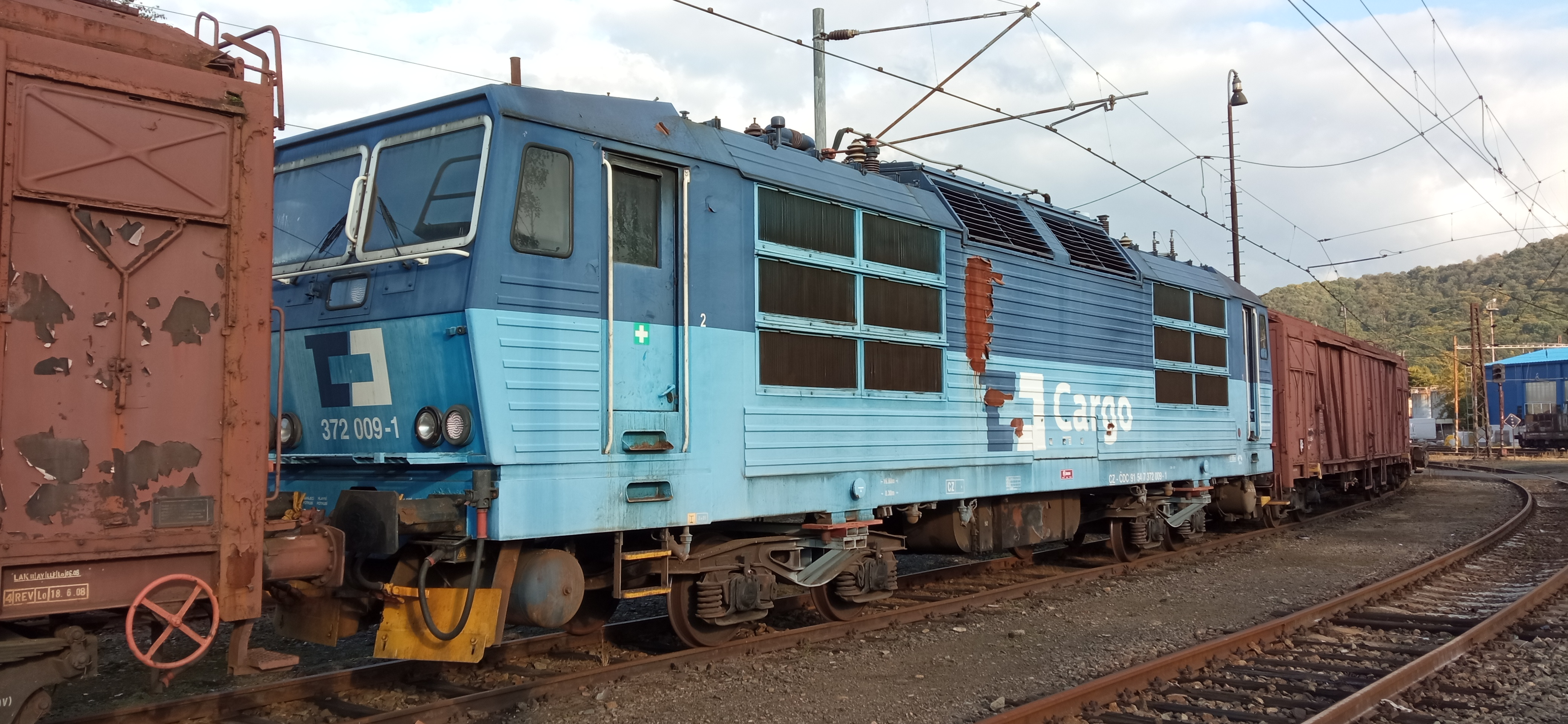
Vyřazená lokomotiva 372.009

## Vyřazené lokomotivy
V září 2016 došlo k zahoření lokomotivy 372.009 ČDC, byla pak rozebrána na náhradní díly a od roku 2016 vrak čeká na svůj konec v SOKV Ústí nad Labem.

## Historické lokomotivy
- 180.014 (železniční muzeum Výmar)